# My Little Pony: в кино (саундтрек)
My Little Pony: в кино (саундтрек) (англ. My Little Pony: The Movie (Original Motion Picture Soundtrack)) — саундтрек к фильму 2017 года «My Little Pony: в кино». Альбом саундтрека был выпущен 22 сентября 2017 года RCA Records.

## Создание

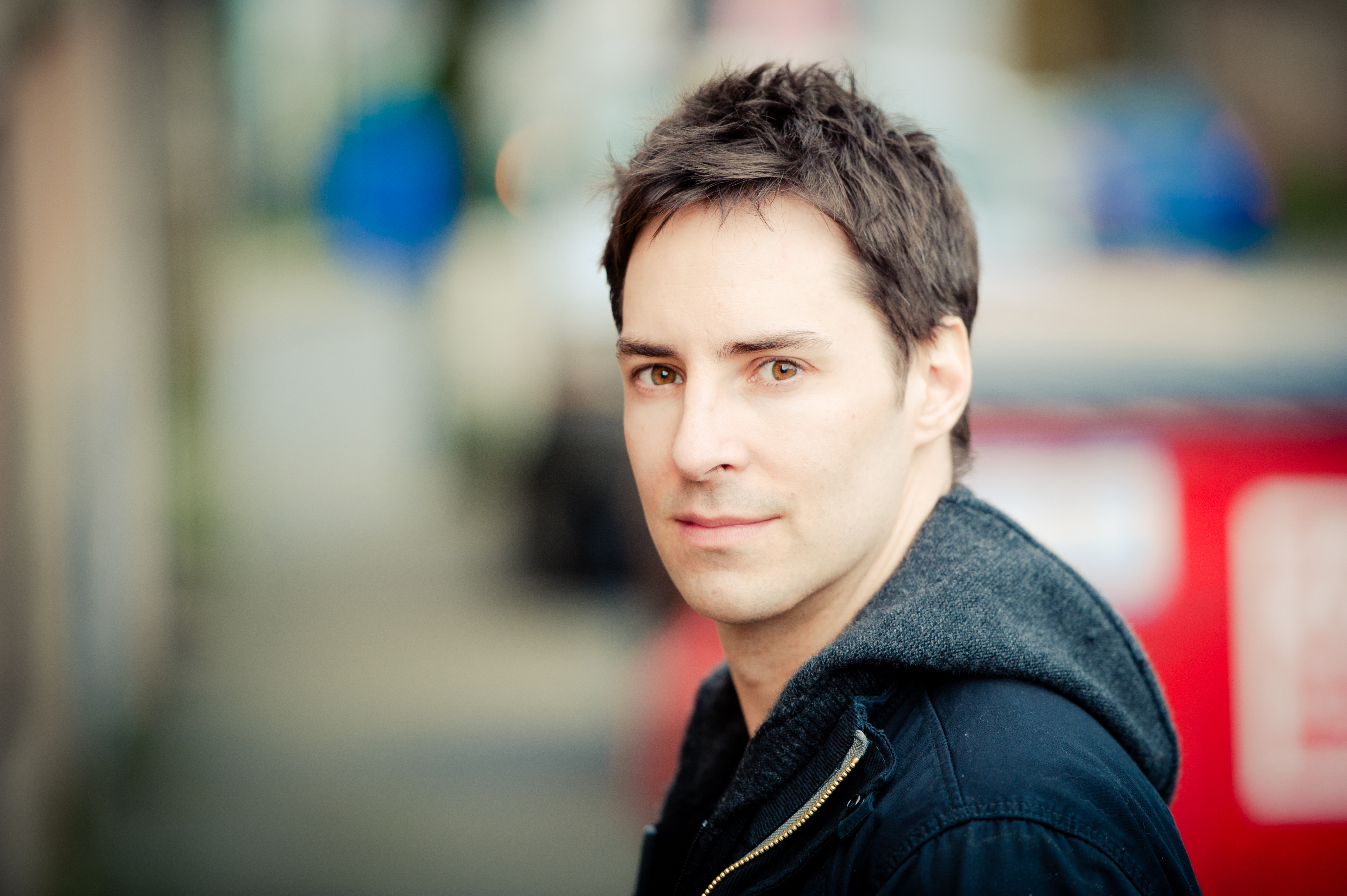
Композитор фильма Даниэл Ингрэм

Большинство песен фильма и его партитуры были написаны автором песен My Little Pony: Дружба — это чудо Дэниелом Ингрэмом, который впервые объявил на GalaCon 2015, что будет сотрудничать с живым студийным оркестром для фильма. Во время написания песен для фильма Ингрэм сказал: «Мне пришлось бросить вызов себе, чтобы выйти за рамки того, что было сделано в телешоу; чтобы написать больше, более эпично».
На презентации инвестора Hasbro Toy Fair 17 февраля 2017 года компания объявила, что на саундтреке будет семь оригинальных песен. Для всех оркестровых частей партитуры было создано около 5800 страниц нот. Запись на партитуру началась 5 июня 2017 года и завершилась 11 июня.
Сия внесла оригинальную песню в саундтрек фильма. Датская группа Lukas Graham также внесла оригинальную песню для фильма «Off to See the World», которая была использована в первом трейлере фильма. Другие исполнители, включённые в альбом, — американская группа DNCE и певица K-pop CL.

## Продвижение
Песня Сии «Rainbow» был выпущен как сингл 15 сентября 2017 года. В сеансе Facebook Live 12 сентября 2017 года Сумеречная Искорка (озвученная Тарой Стронг) и Пинки Пай (озвученная Андреей Либман) объявили, что музыкальное видео песни будет выпущено на странице Entertainment Weekly в Facebook 14 сентября с участием регулярного альтер эго Сии в исполнении Мэдди Зиглер. Entertainment Weekly выпустил видео позже 19 сентября. «Off to See the World» Лукаса Грэма также вышела 5 октября в виде сингла.

## Трек лист
Песни из фильма, не вошедшие в саундтрек, представляют собой модифицированную кавер-версию Рэйчел Платтен «We Got the Beat» от The Go-Go’s и инструментальную версию «The Girl from Ipanema» Стэна Гетца и Жуа́на Жилбе́ртуа.
| №                   | Название                       | Автор(ы)                                                                                 | Исполнитель(и) | Длительность |
| ------------------- | ------------------------------ | ---------------------------------------------------------------------------------------- | --- | ------------ |
| 1.                  | «We Got This Together»         | Даниэл Ингрэм Майкл Фогель                                                               | Ребекка Шойкет Шеннон Чан-Кент Андреа Либман Эшли Болл Казуми Эванс Кэти Уэслак Табита Сен-Жермен Мишель Кребер Питер Нью | 3:32         |
| 2.                  | «I'm the Friend You Need»      | Ингрэм Фогель                                                                            | Тэй Диггз Чан-Кент Либман Болл Эванс Уэслак Сэм Винсент Винсент Тонг                                                      | 2:15         |
| 3.                  | «Time to Be Awesome»           | Ингрэм Фогель                                                                            | Зои Салдана Болл Чан-Кент Либман Эванс Уэслак Макс Мартин Марк Оливер Николь Оливер                                       | 2:54         |
| 4.                  | «One Small Thing»              | Ингрэм Фогель                                                                            | Кристин Ченовет Чан-Кент Либман Болл Эванс                                                                                | 2:47         |
| 5.                  | «Open Up Your Eyes»            | Ингрэм Фогель Меган Маккарти                                                             | Эмили Блант | 3:23         |
| 6.                  | «Rainbow»                      | Си́а Фе́рлер Джесси Шаткин Джеймс Ноторлева                                                | Сия | 3:17         |
| 7.                  | «Off to See the World»         | Кристофер Браун Лукас Фокамер Мортен Дженсен Стефан Форрест Мортен Пилегард Дэвид Лабрел | Lukas Graham | 3:04         |
| 8.                  | «Thank You for Being a Friend» | Эндрю Голд Рейчел Платтен Марк Нилан, Jr. Пол Блэр Линди Роббинс                         | Рейчел Платтен | 3:17         |
| 9.                  | «Can U Feel It»                | Джо Джонас Коул Уиттл Сэм Холландер Блэр Нилан Нейт Сайферт                              | DNCE | 2:54         |
| 10.                 | «I'll Chase the Sky»           | Блэр Нилан Шейн Стивенс Роберт Персауд Джастин Форест                                    | Джесси Джеймс-Деккер | 2:52         |
| 11.                 | «No Better Feelin'»            | Ли Че Рин Блэр Нилан Дино Зисис Ник Монсон Тоби Лайтман Стивенс                          | CL | 2:53         |
| 12.                 | «I'll Be Around»               | Палмер Рид Зисис Блэр Нилан Энтони Павел Джонатан Пратт Мэтью Ричерт Фатима Дамух        | Палмер Рид | 3:49         |
| 13.                 | «Neighsayer»                   | Лукас Нельсон Стивенс Руби Аманфу Нилан Блэр                                             | Лукас Нельсон | 3:17         |
| Общая длительность: | Общая длительность:            | Общая длительность:                                                                      | Общая длительность: | 40:14        |

## Чарты
| Чарты (2017)                      | Позиция |
| --------------------------------- | ------- |
| Великобритания (OCC)              | 60      |
| Великобритания (OCC)              | 11      |
| US Top Current Albums (Billboard) | 50      |
| US Kid Albums (Billboard)         | 4       |
| US Top Soundtracks (Billboard)    | 10      |